# Redbubble
 Redbubble es un mercado en línea global para productos de impresión bajo demanda basados en ilustraciones enviadas por los usuarios. La empresa fue fundada en 2006 en Melbourne, Australia, y también cuenta con oficinas en  San Francisco y Berlín.
La empresa opera principalmente en Internet y permite a sus miembros vender sus obras de arte como decoración en una variedad de productos. Los productos incluyen estampados, camisetas, sudaderas con capucha, cojines, fundas nórdicas, calzas, calcomanías, faldas y bufandas. La compañía ofrece membresía gratuita a los artistas que mantienen los derechos de autor de su trabajo, regulan sus propios precios y deciden qué productos pueden mostrar sus imágenes.

## Historia
La compañía estuvo fundada en 2006 por Martin Hosking, Peter Styles, y Paul Vanzella después de haber levantado un total de $2 millones en capital de inversor. El 16 de junio de 2011, Hosking dejó su posición en Aconex para concentrarse en su trabajo como director ejecutivo de Redbubble.
En marzo del 2014, se informó que 51 900 artistas haber exitosamente vendió sus creaciones en Redbubble generando más de $15 millones de dólares australianos en ganancias .En el tiempo esté estimado que ocho millones de espectadores únicos visitaron el sitio cada mes.
En 2015, Redbubble recaudó 15,5 millones de dólares australianos en fondos de varios inversores, incluidos Acorn Capital, con sede en Melbourne, y Piton Capital, con sede en Londres.
Desde febrero de 2015, Redbubble ha estado ejecutando un programa de residencia de artistas en su oficina de Melbourne. El propósito del programa es permitir que los artistas seleccionados tengan la oportunidad de producir obras de arte en el estudio de artistas de Redbubble mientras colaboran con otros artistas.
La empresa cotizó en la Bolsa de Valores de Australia en mayo de 2016.
En enero de 2017, Hosking reportó 450 000 artistas activos y 10 millones de visitas al sitio por mes. En los últimos diez años, casi 7 millones de personas han comprado productos del sitio, generando $70 millones ganados por los artistas.
En junio de 2018, se anunció que Hosking dejaría el cargo de director ejecutivo. El director de operaciones Barry Newstead, que ha estado en la empresa desde 2013, asumiría el cargo de director ejecutivo en agosto de 2018.  .
En octubre de 2018, Redbubble adquirió TeePublic con sede en EE. UU. por 57,7 millones de dólares australianos..

## Controversia

### Materiales ofensivos
En junio de 2011, The Register y The Age informaron que los artistas de Redbubble estaban ofreciendo imágenes de camisetas tomadas de la tira cómica satírica en línea Hipster Hitler . Algunos usuarios de Redbubble percibieron el cómic y sus productos como antisemitas y presionaron a PayPal para que investigara si violaba su política. En mayo de 2011, Arnold Bloch Leibler, un bufete de abogados con conexiones con la comunidad judía australiana, rompió su relación comercial con Redbubble por "promover el nazismo ".  Tanto el CEO de Redbubble, Martin Hosking, como el director de la Comisión Antidifamación de B'nai B'rith reconocieron Hipster Hitler como parodia, pero señaló que se estaba malinterpretando (esto se debió en parte al contexto limitado de la mercancía y las historias de que algunos grupos de odio supuestamente habían elogiado a Hipster Hitler ) y discutieron la mejor manera de lidiar con ese trabajo. Tres semanas después, el 5 de junio de 2011, The Age informó que Hosking, quien originalmente había defendido el trabajo como la libertad de expresión , eliminó toda la línea de productos de Hipster Hitler y dijo que las pautas se cambiarían para "prohibir las parodias del genocidio y el Holocausto "., así como otro material que pueda causar una ofensa profunda". Tal declaración no aparece literal o claramente semánticamente en las pautas de la comunidad de Redbubble. Al mismo tiempo, dijo que era difícil adoptar un enfoque matizado para eliminar la mercancía de Hipster Hitler debido a la naturaleza de la controversia. La decisión de Hosking de retirar la línea de Hipster Hitler fue aplaudida por el Centro Simon Wiesenthal por responder tanto a los artistas como a la comunidad judía. El 12 y 15 de junio de 2011, artículos de la compañía de medios digitales Ninemsn y el sitio web de noticias Stuff.co.nz informaron que los artistas de Redbubble vendían ropa de bebé con imágenes de Hitler, Osama bin Laden y los asesinos en serie Ivan Milat , Ted Bundy y Charles Manson .
Según un artículo del 9 de septiembre de 2011 del Herald Sun, quedaban a la venta más de 100 artículos para niños, algunos con " palabras vulgares de cuatro letras " e imágenes de drogas.. En 2012 el Tiempo de Los Ángeles informó que debido a ultraje sobre la muerte de Trayvon Martin, artistas en Redbubble ofrecía un hoodie con una versión de una "señal de" Reloj del Barrio, el cual advierte, darkly, "inmediatamente asesinamos todas las personas  sospechosas".

### Contravención de marca
En 2019, el Hells Angels Motorcycle Club demandó Redbubble en el Tribunal Federal de Australia por infringir su marca registrada. Se inició otra demanda en 2021 después de que se proporcionaron pruebas de que Redbubble había seguido violando la marca registrada.

## Premios
Desde 2008, Redbubble fue nominado y ganó una serie de los premios que incluyen:
- Mayo 2015, dos Hermes Premios (platino para Redbubble Blog, oro para Redbubble Sitio web)[21]
- Diciembre 2013, Premios de Píxel, candidato @– Arte
- Noviembre 2013, SmartCompany, la web Otorga 2013 @– sitio web de compañía Mejor (encima 20 empleados)[22]
- Diciembre 2012, Deloitte Tecnología, Ayuno 500, Asia Pacific 2012 ganador
- Noviembre 2012, Deloitte Tecnología,  Ayuno 50, 2012 ganador
- Octubre 2012, BRW, BRW AYUNO 100[23]
- Septiembre 2010, Asociación de Marketing de la Web, Consecución Excepcional en Desarrollo de Web[24]
- August 2010, Premio de Compañía Lista, Sitio web Mejor Debajo 20 Empleados
- March 2010, AIMIA, el finalista Cultural o Estilo de vida, Medios de comunicación Sociales
- Febrero 2010, Web Próxima, Subcampeón, Más Probablemente para Cambiar el Mundo[25]
- Noviembre 2009, Deloitte Ayuno de Tecnología 50, Aumentando Subcampeón de Estrella [la cita necesitada]
- Septiembre 2009, Asociación de Marketing de la Web, Consecución Excepcional en Desarrollo de Web[26]
- Julio 2009, Telstra Premios Empresariales, finalista MYOB Negocio Pequeño [la cita necesitada]
- Junio 2009, Asociación de Medios de comunicación Interactivos, Parte superior de finalista 10 Sitios de 2008[27]
- Mayo 2009, El Webby Premios, candidato @– Comunitario
- August 2008, Asociación de Medios de comunicación Interactivos, dos Mejor-en-premios de Clase[28]
- Junio 2008, BRW, 3.º-ranked australiano 2.0 Sitio web[29][30]